# フランソワ＝ミシェル・ル・テリエ

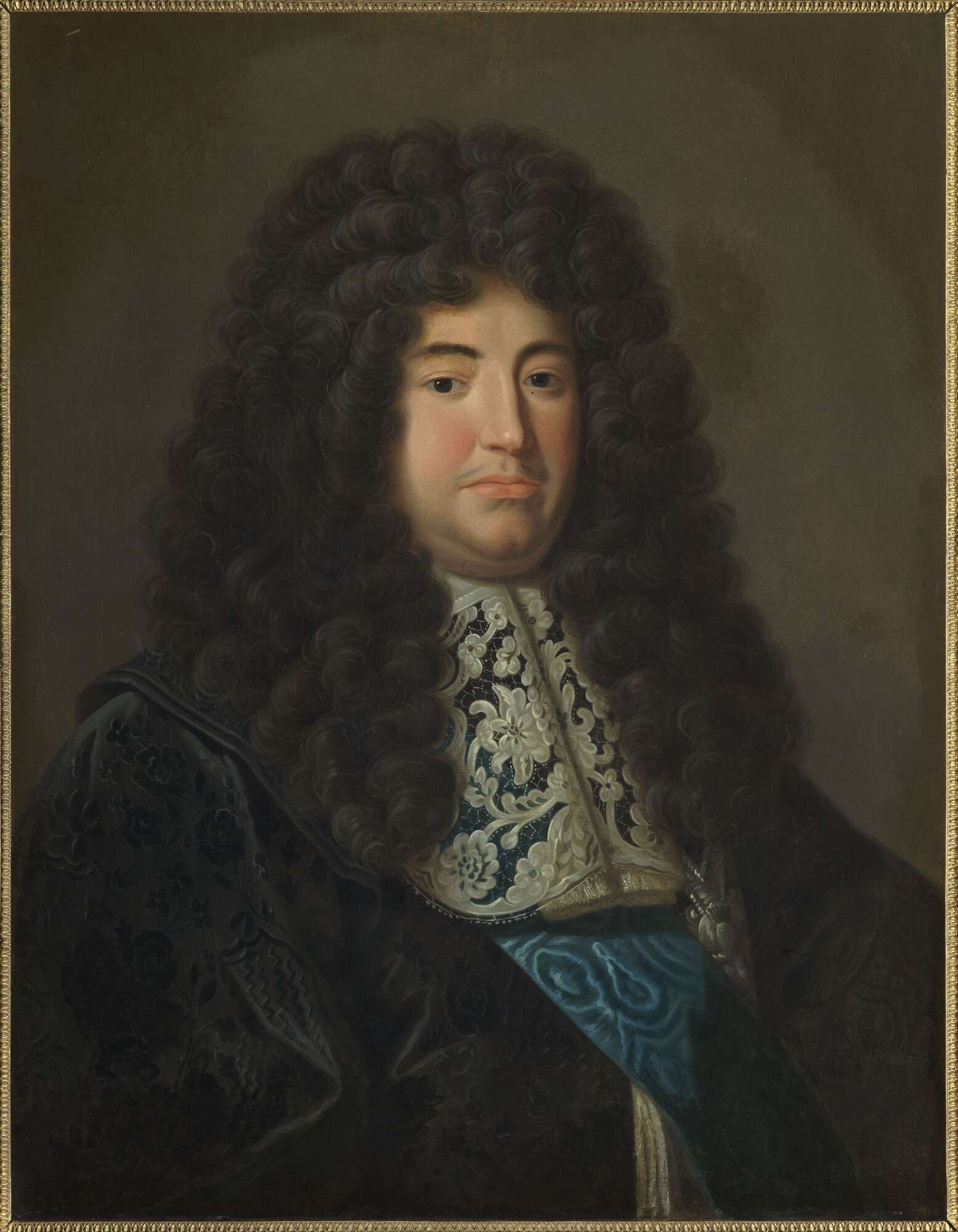
フランソワ＝ミシェル・ル・テリエ

ルーヴォワ侯爵フランソワ＝ミシェル・ル・テリエ（François-Michel le Tellier, Marquis de Louvois、1641年1月18日 - 1691年7月16日）は、17世紀フランスの政治家。父ミシェル・ル・テリエはルイ14世の陸軍大臣。
本来は法服貴族で、フランソワも父の後を継いで官僚となり、陸軍の行政を担当した。頑固で自負心が強く、遠慮のない人柄をかえってルイ14世から買われた。彼は陸軍の再建を命じられ、1666年に父の辞任後の陸軍大臣となり、同じくルイ14世に登用された財務総監のジャン＝バティスト・コルベール及び外務大臣のユーグ・ド・リオンヌと並ぶ有力官僚となった。
隊長たる貴族によって兵士が募集・雇用されていた請負組織を廃止し、はじめて国家の手で常備軍を編成するシステムを作り上げた。全てを改革することはできなかったが、名誉職の連隊長や中隊長とならんで、実際上の指揮をとる士官の制度をつくり、国王が直接任命することで軍の掌握を図った。各人の経験年数によって昇級する制度も設け、大貴族に代わる中小貴族から有能な人材の登用を促した。また、初めて志願制を作り、後に徴兵制に変更、兵員の増加と国王直属の軍事力強化に繋がった。
1670年には制服と軍紀を定め、1671年に傷病兵を療養させるためオテル・デ・ザンヴァリッドを設立、兵士に対する規律の厳格化で質の向上を図り、兵器工場及び兵舎や馬の食料貯蔵庫の設立で後方支援も整え、1687年には当時最新鋭の銃剣を採用した。これらの努力によって、ルイ14世の軍隊を世界一と賞される強さに仕上げた。
政治的には保守的で、ユグノー弾圧のためナントの勅令の廃止を早くから王に進言していたため、国民の一部から嫌われていた。後には王の好意も失い、失意のうちに1691年に50歳で死んだ。陸軍大臣は息子のルイ・フランソワ・マリー・ル・テリエが継いだ。